# Lismullin

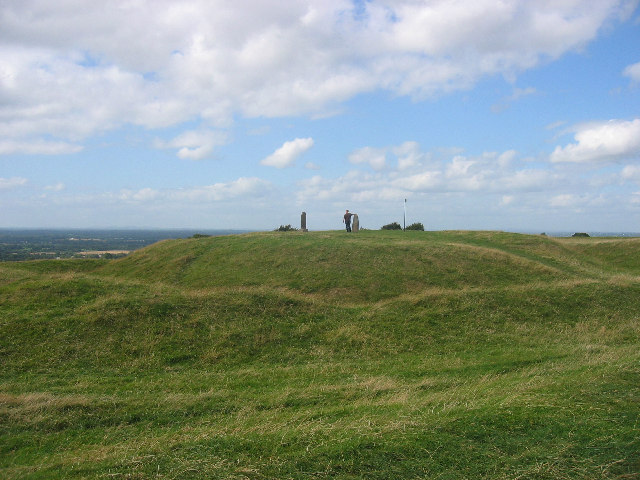
Túmulo sobre la Colina de Tara.

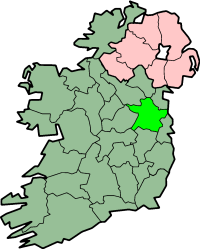
Ubicación del Condado de Meath respecto a Irlanda.

Lismullin es un gran monumento megalítico del Neolítico, situado en las afueras de la aldea de Lismullin, cerca de la histórica Colina de Tara, en el Condado de Meath, Irlanda, a unos sesenta kilómetros de Dublín.

## Historia
El complejo fue descubierto en el año 2007, cuando se realizaban las obras de una autopista. Se cree que pudo ser un templo ceremonial, y lugar de enterramientos, y en él se hallan piedras grabadas formando círculos concéntricos y arcos, podría haber sido construido aproximadamente en el 2000 a. C., aunque se han encontrado tumbas del 6000 a. C. y de acuerdo con las fechas y la importancia del lugar, está considerado como el Stonehenge de Irlanda; se sabe que el recinto exterior ceremonial cubría una superficie de 80 metros cuadrados.

## Hallazgos
Se han encontrado por ahora diversos objetos y esculturas:
- Cabeza de un hacha de piedra.
- Un perno ornamental.
- Grupos de piedras grabadas.